# Petjenga
69°34′50.88″N 31°16′5.16″Ø / 69.5808000°N 31.2681000°Ø
Petjenga (russisk: Печенга, tr. Petjenga; finsk: Petsamonjoki) er en elv i Murmansk oblast i Rusland. Den har sine kilder øst for Pasvikdalen og syd for Nikel. Den løber ud i Petsamofjorden ved byen Petjenga. 
Elven er stærkt forurenet af tungmetaller på grund af minedrift i afvandingsområdet.